# Âu Cơ
Âu Cơ (chữ Hán: 嫗姬) ist eine weibliche Fee und Berggottheit der vietnamesischen Mythologie. Durch ihre Heirat mit dem Drachenherrscher Lạc Long Quân (chữ Hán: 貉龍君) wird sie zur Stammmutter der Vietnamesen.
Der vietnamesische Ursprungsmythos – das heißt die Sage um Lạc Long Quân und Âu Cơ – findet sich erstmals schriftlich in zwei Hauptquellen aus dem 14. beziehungsweise 15. Jahrhundert: der Geschichtensammlung Lĩnh Nam chích quái sowie dem Geschichtswerk Đại Việt sử ký toàn thư des Ngô Sĩ Liên.
Gemäß der ersteren, älteren Fassung war Âu Cơ zunächst bereits mit dem nördlichen (chinesischen) Herrscher Đế Lai verheiratet gewesen, was Lạc Long Quân aber nicht davon abhielt, sie zur Frau zu nehmen. In der etwas neueren Version des Ngô Sĩ Liên ist sie hingegen die Tochter des nördlichen Herrschers, um die moralisch fragwürdigen Themen Brautraub und Ehebruch zu vermeiden.
Das Paar lebte auf dem Berg Tản Viên. Bald nach der Eheschließung brachte Âu Cơ einen Eiersack zur Welt, aus dessen Eiern hundert Kinder schlüpften. Je nach Fassung der Sage handelte es sich hierbei entweder um fünfzig Jungen und fünfzig Mädchen oder um hundert Söhne. Diese Kinder gelten als die ersten Vietnamesen.
Nach einiger Zeit stellte sich heraus, dass die Bergfee Âu Cơ und der Wasserdrachen-Nachkomme Lạc Long Quân zu unterschiedlich waren, um auf Dauer zusammenleben zu können. Das Paar trennte sich, versprach sich aber weiterhin gegenseitige Unterstützung. Fünfzig Kinder folgten dem Vater an die Küste, wo sie zu den Vorfahren der Tiefland-Vietnamesen wurden. Die anderen fünfzig Kinder folgten der Mutter in die Berge, wo sie zu den Vorfahren der Hochland-Vietnamesen (je nach Auslegung möglicherweise die Mường oder die Âu Việt) wurden.
Âu Cơ brachte den Kindern, die ihr gefolgt waren, das Überleben im Dschungel und den Bergen, den Obstanbau, die Tierzucht und die Errichtung von Häusern in Pfahlbauweise bei.
Der älteste der Söhne des Paares – der nach vielen Fassungen der Sage zunächst der Mutter gefolgt war – trat schließlich die Nachfolge des Vaters an und herrschte als erster Hùng-König über das Königreich Văn Lang (Hồng-Bàng-Zeit). Die Berggottheit Sơn Tinh, einer der vier Unsterblichen, ist in manchen Erzählungen ebenfalls ein Kind des Paares.
Die gleichmäßige Aufteilung der Söhne auf beide Elternteile wird von einigen Wissenschaftlern als ein Zeichen für Gleichberechtigung patriarchaler und matriarchaler Gesellschaftsformen in der vietnamesischen Frühzeit angesehen.